# Time & Space
Time & Space (traducido como Tiempo y espacio) es el segundo álbum de estudio de la banda de hardcore punk Turnstile, publicado el 23 de febrero de 2018. 
Fue registrado entre 2017 e inicios del 2018, por el productor Will Yip, en "Studio 4" de Conshohocken, Pensilvania. Este trabajo marca el debut en una casa discográfica grande: Roadrunner Records. Ante esto, Brendan Yates expresó a Noisey: "Ha sido genial (...) el proceso fue realmente natural (...) hemos crecido con algunos discos de Roadrunner, y sabemos en qué consiste el sello basado en discos que nos han inspirado, como Madball, Biohazard, y Life of Agony".

## Recepción crítica
Time & Space fue recibido con buenas críticas, además de posicionarse en el primer puesto del Billboard Heatseekers, y en el #15 en Top Hard Rock Albums. Kerrang! le dio una calificación completa de 5 estrellas, catalogandolo como el mejor álbum del año.

### Elogios
| Publicación          | Elogio                                  | Ranking |
| -------------------- | --------------------------------------- | ------- |
| Alternative Press    | Mejores 50 álbumes de 2018              | N/A     |
| The A.V. Club        | Top álbumes punk y hardcore de 2018     | N/A     |
| Billboard            | Top 50 álbumes de 2018 – mitad de año   | N/A     |
| Blare                | Top 50 álbumes de 2018                  | 37      |
| BrooklynVegan        | Top 50 álbumes de 2018                  | 8       |
| Consequence of Sound | Top 25 álbumes metal y hard rock        | 7       |
| Exclaim              | Top 10 álbumes metal y hardcore de 2018 | 10      |
| Exclaim              | Top 31 álbumes de 2018 – mitad de año   | 31      |
| Kerrang!             | Top 50 álbumes de 2018                  | 1       |
| Kerrang!             | Top 75 álbumes de la década (2010s)     | 23      |
| GQ                   | Top álbumes de la década (2010s)        | N/A     |
| Loudwire             | Top 30 álbumes hard rock de 2018        | 15      |
| The New York Times   | Top 28 álbumes de 2018                  | 13      |
| NME                  | Top 100 álbumes de 2018                 | 35      |
| NME                  | Top 25 álbumes de 2018 – mitad de año   | 9       |
| Revolver             | Top 30 álbumes de 2018                  | 3       |
| Rock Sound           | Top 50 álbumes de 2018                  | 33      |
| Rolling Stone        | Top 20 álbumes metal de 2018            | 9       |
| Rolling Stone        | Top 50 álbumes de 2018 – mitad de año   | N/A     |
| Stereogum            | Top 25 álbumes de 2018 – mitad de año   | 37      |
| Uproxx               | Top 25 álbumes de 2018 – mitad de año   | 16      |

## Listado de canciones
Todas las canciones escritas y compuestas por Turnstile. 
| N.º | Título                             | Duración |  |
| 1.  | «Real Thing»                       | 1:56     |  |
| 2.  | «Big Smile»                        | 1:29     |  |
| 3.  | «Generator»                        | 3:14     |  |
| 4.  | «Bomb»                             | 0:24     |  |
| 5.  | «I Don't Wanna Be Blind»           | 2:04     |  |
| 6.  | «High Pressure»                    | 1:56     |  |
| 7.  | «(Lost Another) Piece of My World» | 1:51     |  |
| 8.  | «Can't Get Away»                   | 3:02     |  |
| 9.  | «Moon»                             | 1:53     |  |
| 10. | «Come Back For More/H.O.Y.»        | 2:55     |  |
| 11. | «Right to Be»                      | 2:05     |  |
| 12. | «Disco»                            | 0:46     |  |
| 13. | «Time + Space»                     | 1:40     |  |

## Posicionamiento en listas
| Lista (2018)                                        | Mejor posición |
| --------------------------------------------------- | -------------- |
| Estados Unidos Billboard 200 (Heatseekers Albums)   | 1              |
| Estados Unidos Billboard 200 (Top Hard Rock Albums) | 15             |
| Estados Unidos Billboard 200 (Top Album Sales)      | 67             |
| Estados Unidos Billboard 200 (Vinyl Albums)         | 4              |
| Reino Unido UK Rock & Metal Albums (OCC)            | 12             |
| Alemania German Albums (Offizielle Top 100)         | 89             |

## Créditos
| Banda - Brendan Yates – voces - Franz Lyons – bajo, percusión, coros, voces (track 9) - Brady Ebert – guitarras - Pat McCrory – guitarras - Daniel Fang – batería, percusión, coros Producción - Will Yip – producción, ingeniero de sonido, mezcla, programación - Diplo – producción adicional - Vince Ratti – mezcla - Ryan Smith – masterización - Justin Anstotz – asistente de ingeniero de sonido | Músicos adicionales - Arthur Rizk – guitarras - Luke O'Reilly – piano - Justice Tripp – coros - Tanikka Meyers – coros - Christina Halliday – coros - Jeff Caffey – coros |